# Дадли, Томас
Томас Дадли (англ. Thomas Dudley; 12 октября 1576 — 31 июля 1653) — английский колониальный судья в Северной Америке, четырежды губернатор колонии Массачусетского залива. Основатель Ньютауна (позже — Кембридж, штат Массачусетс). Предоставил землю и средства для создания Латинской школы Роксбери и подписал новый устав Гарвард-колледжа в 1650 году. Набожный и нетерпимый пуританин.
Сын военного, Дадли рано остался без отца и поступил на военную службу во время французских религиозных войн, а затем приобрел некоторую юридическую подготовку и отправился на службу к своему родственнику графу Линкольну. Наряду с другими пуританами в окружении Линкольна Дадли помог организовать колонию Массачусетского залива и отбыл в Новую Англию с Уинтропом в 1630 году.
Дочь Дадли Брэдстрит, Анна (1612—1672) считается первой американской поэтессой.

## Ранние годы

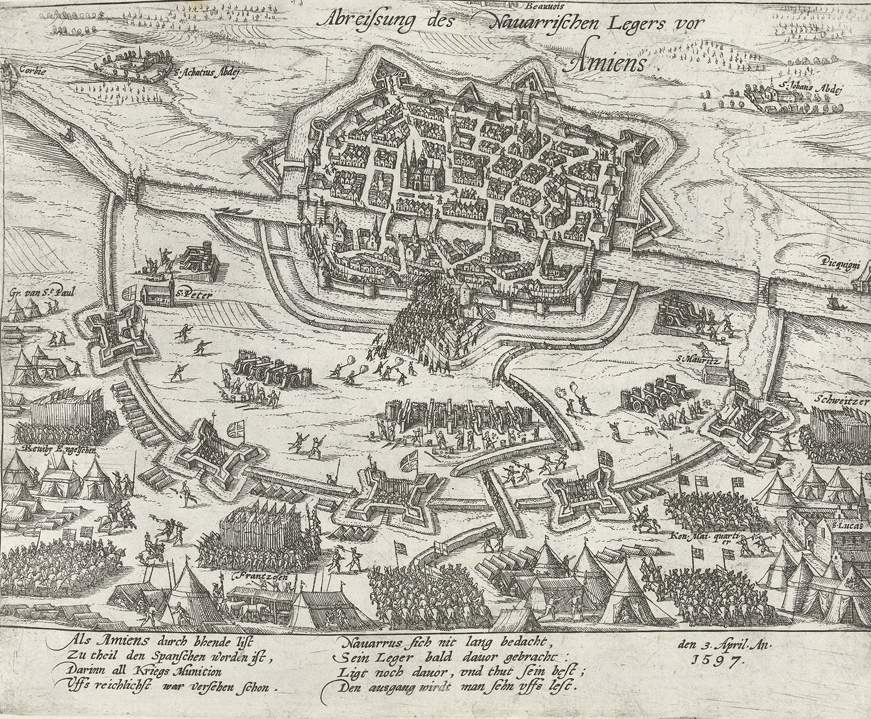
Осада Амьена, в которой принимал участие Томас Дадли в 1597 году

Томас Дадли родился в Ярдли-Хастингсе, деревне недалеко от Нортгемптона, Англия, в семье Роджера и Сьюзан (Торн) Дадли. Его отец, капитан английской армии, был, по-видимому, убит в бою. Некоторое время считалось, что он был убит в битве при Иври в 1590 году, но это маловероятно, так как Сьюзен Дадли овдовела уже к 1588 году. В ранней молодости Томас поступил на службу королеве Елизавете и воевал в английской армии во главе с сэром Артуром Сэвиджом против короля Генриха IV во время французских религиозных войн. Он также сражался с испанцами при осаде Амьена в 1597 году.
После увольнения с военной службы Дадли вернулся в Нортгемптоншир. Затем он поступил на службу к сэру Августину Николсу, родственнику своей матери, в качестве клерка. Николс, адвокат, а затем судья, был уважаем за свою честность в то время, когда многие судьи были взяточниками. Он также сочувствовал пуританам, что, вероятно, оказало значительное влияние на религиозные взгляды Дадли. После внезапной смерти Николса в 1616 году Дадли поступил на службу управляющим к Теофилу Клинтону, 4-му графу Линкольна, и отвечал за управление некоторыми поместьями графа. Возможно, Дадли был дальним родственником Линкольна по линии отца. Усадьба графа в Линкольншире была центром нонконформистской мысли, и Дадли уже был признан за свои пуританские добродетели к тому времени, когда он поступил на службу к графу. Согласно официальной биографии Дадли, он успешно решил финансовые проблемы графа, и тот впоследствии стал зависим от советов Дадли. В 1622 году Дадли познакомился с Саймоном Брэдстритом, который в конечном итоге женился на дочери Дадли Анне.
Между 1624 и 1628 годами Дадли жил со своей растущей семьей в Бостоне, Линкольншир, где он, вероятно, был прихожанином в церкви Святого Ботольфа, где проповедовал пуританин Джон Коттон. Известно, что Дадли вернулся в поместье Линкольна в 1628 году, когда его дочь Анна заболела оспой.

## Колония Массачусетского залива
В 1628 году Дадли и другие пуритане решили создать компанию Массачусетского залива с целью образования колонии пуритан в Северной Америке. Имя Дадли не упомянуто в гранте на землю, выданном компании в этом году, но он почти наверняка участвовал в создании компании, чьи инвесторы включали многих людей из окружения графа Линкольна. Компания отправила небольшую группу колонистов во главе с Джоном Эндикоттом, чтобы начать строительство поселения под названием Сейлем на берегах залива Массачусетс; вторая группа была отправлена в 1629 году. Компания приобрела королевскую хартию в апреле 1629 года, а позднее в этом году приняла важнейшее решение перенести штаб-квартиру компании в колонию. В октябре 1629 года Джон Уинтроп был избран губернатором, а Джон Хамфри - его заместителем. Однако, поскольку флот готовился к отплытию в марте 1630 года, Хамфри решил, что он не может покинуть Англию немедленно, и Дадли был выбран в качестве заместителя губернатора вместо него.
Дадли и его семья отправились в Новый Свет на "Арбелле", флагмане Уинтропского флота, 8 апреля 1630 года и прибыли в Сейлемскую гавань 22 июня. Вероятно, зиму 1630-1631 годов Дадли провел в Бостоне, куда была перенесена штаб-квартира компании из Чарльзтауна.

### Основание Кембриджа

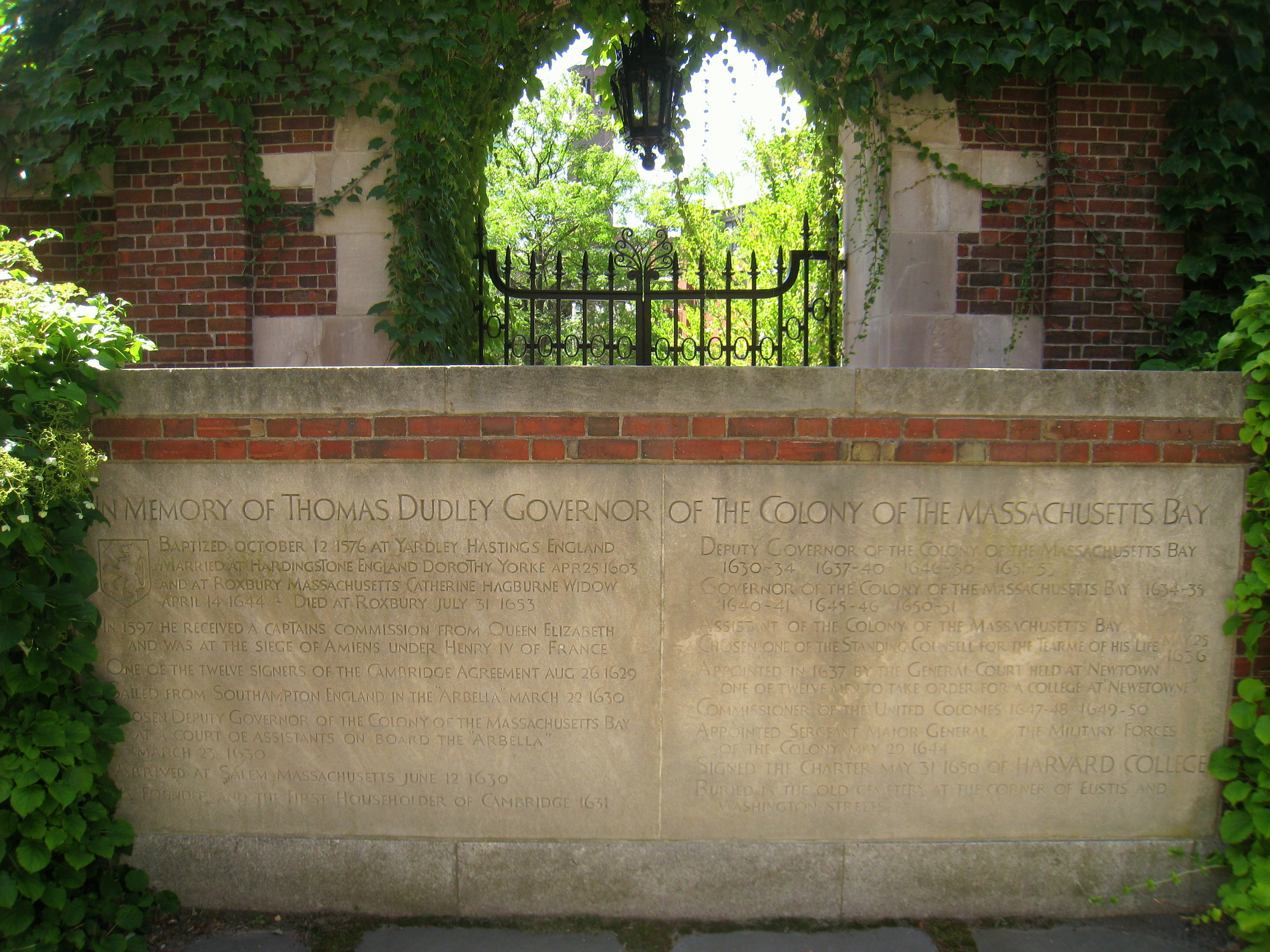
Плита в память Томаса Дали в Гарвардском университете, Кембридж (Массачусетс)

Весной 1631 года руководство согласилось создать столицу колонии в Ньютауне (недалеко от современной Гарвард-сквер в Кембридже). Дадли, Саймон Брэдстрит и другие построили здесь свои дома, но, к гневу Дадли, Уинтроп решил остаться в Бостоне. Это решение вызвало раскол между Дадли и Уинтропом - он был настолько серьезным, что в 1632 году Дадли ушел с должности и решил вернуться в Англию. После ходатайства других колонистов оба лидера колонии примирились, и Дадли отказался от своей отставки. Однако в ходе споров Дадли по-прежнему подвергал сомнению полномочия Уинтропа в качестве губернатора. Противоречия между Дадли и Уинтропом снова проявились в январе 1636 года, когда другие магистраты обвинили Уинтропа в чрезмерной снисходительности в судебных решениях.
В 1632 году Дадли за свой счет построил палисад вокруг Ньютауна (который был переименован в Кембридж в 1636 году), главным образом для защиты города от диких животных и индейских набегов. Колония согласилась возместить ему стоимость палисада, введя новые налоги. В 1634 году Дадли был избран губернатором.

### Дело Энн Хатчинсон

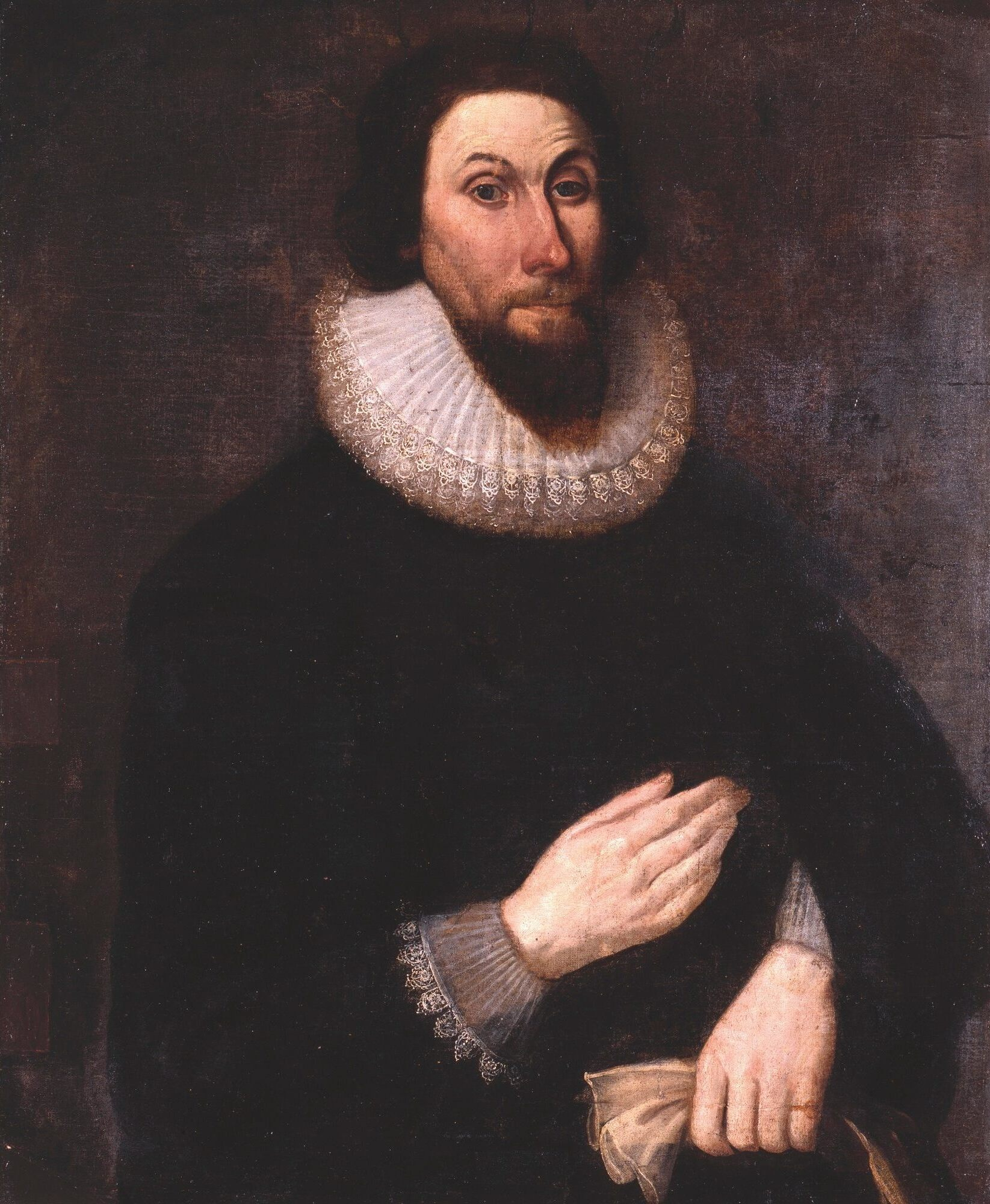
Джон Уинтроп

В 1635 году и в течение следующих четырех лет Дадли избирался либо заместителем губернатора, либо членом совета заместителей. Губернатором в 1636 году был Генри Вейн, а колония взбудоражена делом Энн Хатчинсон. Она приехала в колонию в 1634 году и начала проповедовать «завет благодати», по стопам своего наставника Джона Коттона, в то время как большая часть руководства колонии, в том числе Дадли, Уинтроп и большинство элиты, не сочувствовали взглядам Коттона. Этот спор разделил колонию, поскольку Вейн и Коттон поддержали проповедницу. В конце концов Хатчинсон была изгнана из колонии. Она поселилась в Род-Айленде, под опекой Роджера Уильямса. Роль Дадли в этом деле неясна, но историки утверждают, что он приложил немало усилий по изгнанию проповедницы и что он был недоволен слишком мягкой реакцией властей в отношении ее сторонников.
Вейн был отстранен от должности в 1637 году по делу Хатчинсон и заменен Уинтропом, который далее еще три срока служил губернатором. По словам Уинтропа, опасения относительно излишней продолжительности его службы привели к избранию Дадли на пост губернатора в 1640 году.
Хотя Дадли и Уинтроп спорили друг с другом по ряду вопросов, они договорились об изгнании Хатчинсон, и их отношения стали налаживаться. В 1638 году Дадли и Уинтроп получили грант на участок земли в шести милях от Конкорда, на севере. Как сообщалось, Уинтроп и Дадли отправились в район вместе, чтобы осмотреть землю и выбрать место для поселения. Уинтроп любезно позволил Дадли, своему тогдашнему заместителю, выбрать место для города, который впоследствии стал Бедфордом, а поселение Уинтропа стало Биллерикой. Место, где встретились два поселения, было отмечено двумя большими камнями, на каждом из которых было высечено имя владельца.

### Другие инициативы
В 1637 году колония учредила комитет для создания нового колледжа в Ньютауне. Комитет состоял из большинства старейшин колонии, включая Дадли. В 1638 году, Джон Гарвард, бездетный колонист, завещал колонии свою библиотеку и половину своего имения в качестве вклада в фонды колледжа, который впоследствии был назван в его честь. Устав колледжа был впервые утвержден в 1642 году, а второй - в 1650 году, и был подписан тогдашним губернатором Томасом Дадли, который также служил в течение многих лет в качестве одного из попечителей колледжа.
В 1643 году преподобный Джон Элиот основал школу в Роксбери. Дадли, который тогда жил в Роксбери, дал значительные пожертвования как земли, так и денег школе, которая ныне называется Латинская школа Роксбери.
Во время пребывания Дадли в 1640 году на посту губернатора было принято множество новых законов, легших в основу Массачусетского корпуса свобод, документа, ставшего предвестником Билля о правах Соединенных Штатов. В течение этого срока Дадли присоединился к лагерю умеренных, вместе с Уинтропом, в споре о попытках местного духовенства играть более заметную и явную роль в управлении колонией. Когда в 1645 году он снова был губернатором, колонии угрожала война против воинственного племени Наррагансет, которое воевало с союзниками англичан могиканами. Это побудило лидера наррагансетов Миантономи подписать мирное соглашение с колониями Новой Англии, мир продолжался до начала войны Короля Филипа 30 лет спустя. Дадли также председательствовал на суде против Джона Уинтропа, на котором он был оправдан в этом году; Уинтроп был обвинен в злоупотреблениях властью.

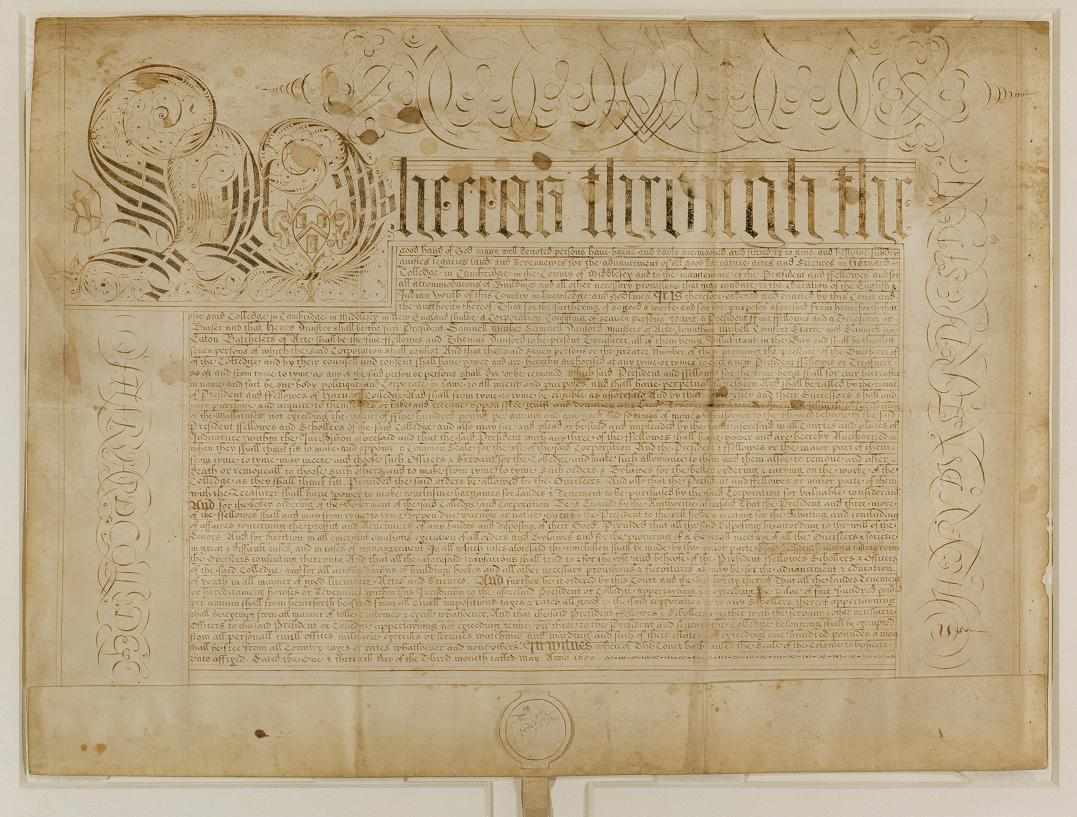
Хартия об основании Гарвард-колледжа, подписанная губернатором Томасом Дадли 30 мая 1650 года

В 1649 году Дадли был назначен комиссаром и президентом Конфедерации Новой Англии, организации, созданной большинством колоний Новой Англии для решения вопросов, представляющих общий интерес; однако он был болен (ему было уже 73 года) и не мог выполнять свои обязанности. Несмотря на болезнь, Дадли был избран губернатором в четвертый и последний раз в 1650 году. Наиболее заметными действиями в течение этого срока были выпуск нового устава Гарвард-колледжа и судебного решения о сожжении книги жителя Спрингфилда Уильяма Пинчона, в которой излагались религиозные взгляды, еретические по отношению к доктрине пуритан. Пинчон был призван к суду для защиты своих взглядов, но предпочел вернуться в Англию.
В течение большей части своих лет в Массачусетсе, когда он не был губернатором, Дадли занимал пост заместителя губернатора или одного из комиссаров Конфедерации Новой Англии. Он также служил магистратом в колониальных судах и заседал в комитетах, которые разрабатывали законы колонии. Его взгляды были консервативными, но он не был так резок в них, как Джон Эндикотт. Эндикотт в 1632 году, как известно, разорвал английский флаг, за что был осужден и лишен должности на один год. Дадли поддержал умеренную фракцию по этому вопросу, которая считала, что изображение Креста Святого Георгия на флаге уже не является символом папства, а стало национальный символом.

## Семья и наследие

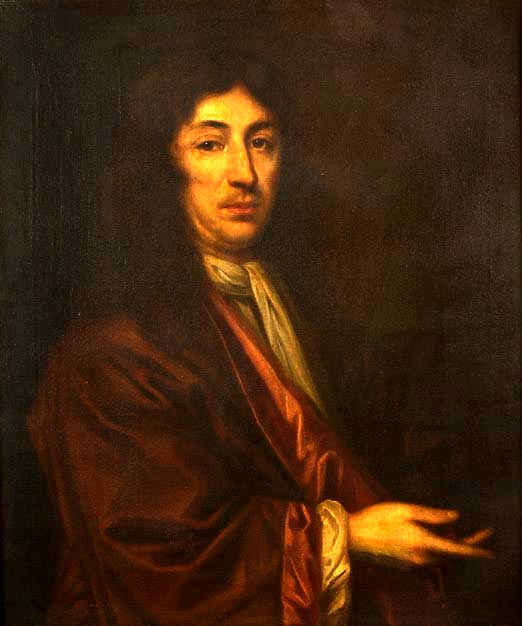
Портрет Джозефа Дадли, худ. П. Лели

Дадли в 1603 году женился на Дороти Йорк, у пары было пятеро детей. Самуэль, также перебравшийся в Новый Свет, женился на дочери Джона Уинтропа Мэри в 1633 году. Позднее он служил пастором в Эксетере, Нью-Хэмпшир. Дочь Анна Брэдстрит вышла замуж за Саймона Брэдстрита и стала первой поэтессой в Северной Америке. Третий ребенок, Сара, была выдана за офицера Бенджамина Кейна. Этот союз был несчастливым и привел к первому известному случаю развода в колонии; Кейн вернулся в Англию и расторг брак. Сара, в конце концов, снова вышла замуж, за Джоба Джадкинса, которому она родила пятерых детей. Пэтьенс, четвертый ребенок Дадли, была выдана за офицера Даниэля Денисона, а Мерси, последний из детей Дадли от Дороти, - за судью Джона Вудбриджа. Дороти Йорк умерла 27 декабря 1643 года в возрасте 61 года.
Дадли женился во второй раз на знатной вдове Кэтрин (Дейтон) Хэкберн в 1644 году. У них было трое детей: Дебора, Джозеф и Пол. [65] Джозеф Дадли служил губернатором Доминиона Новой Англии и провинции Массачусетс-Бэй.
В 1636 году Дадли перебрался из Кембриджа в Ипсвич, а в 1639 году переехал в Роксбери. Он умер в Роксбери 31 июля 1653 года и был похоронен на кладбище Элиот. Некоторые из его потомков, включая сына Джозефа и внука Пола, также похоронены там. Среди известных потомков Дадли: Дадли Сальтонстолл, командующий военно-морскими силами в период Революции, Пол Дадли Сарджент, военный командир и капер периода Революции, Джон Керри, кандидат в президенты от Демократической партии 2004 года и сенатор от Массачусетса, бывший государственный секретарь, а также бывший судья Верховного суда Дэвид Саутер, президент США Герберт Гувер и сенатор от Нью-Хэмпшира Николас Гилман. Город Дадли, штат Массачусетс, назван в честь его внуков Пола и Уильяма, которые были его основателями.